# Landéda
Landéda é uma comuna francesa na região administrativa da Bretanha, no departamento Finisterra. Estende-se por uma área de 10,97 km². Em 2010 a comuna tinha 3 683 habitantes (densidade: 335,7 hab./km²).